# أليس (فرنسا)
 أليس ، (بالإنجليزية: Alès)، النطق (بالفرنسية:a.lɛs)، (الأوكيتانية: Alès)، بلدية فرنسية تقع في إقليم جارد، في منطقة أوسيتاني، في جنوب فرنسا. انها واحدة من المحافظات الفرعية للقسم. كانت تعرف سابقا باسم Alais.

## توأمة
لأليس (فرنسا) اتفاقيات توأمة مع كل من:
- كيلمارنوك [الإنجليزية]‏
- هيرستال
- Bílina [الإنجليزية]‏
- سانتا كولوما دي جرامانيت

## أعلام
- موريس أندريه
- ستيفان سارازين
- جان-باتيست دوما
- فيليكس بونفيس
- زيرسيز لويس
- لوران بلان
- نبيل الزهر
- ليون هيوت